# Psychotria castaneopila
Psychotria castaneopila är en måreväxtart som beskrevs av Elmer Drew Merrill. Psychotria castaneopila ingår i släktet Psychotria och familjen måreväxter. Inga underarter finns listade i Catalogue of Life.